# Alessandro Crescenzi (cardinale)
Alessandro Crescenzi (Roma, 12 settembre 1607 – Roma, 8 maggio 1688) è stato un cardinale e arcivescovo cattolico italiano.

## Biografia
Era il figlio di Giovanni Battista Crescenzi e Anna Massimi.
Appartenente alla nobile e antica famiglia romana dei Crescenzi, dopo essere stato rifiutato dai Cappuccini abbracciò la vita religiosa nell'ordine dei Chierici Regolari di Somasca.
Il 13 luglio del 1643 venne eletto vescovo di Termoli: il 13 giugno dell'anno successivo venne trasferito alle sedi unite di Ortona e Campli, e il 26 agosto del 1652 fu nominato vescovo di Bitonto, titolo che mantenne fino al 1668.
Papa Innocenzo X lo inviò come nunzio presso il duca di Savoia; nel 1671 venne nominato patriarca latino di Alessandria.
Fu elevato alla dignità cardinalizia nel concistoro del 27 maggio 1675 e gli venne assegnato il titolo di Santa Prisca. Il 24 febbraio 1676 venne nominato arcivescovo (titolo personale) di Recanati e Loreto.
Fu anche camerlengo del Collegio cardinalizio.

## Genealogia episcopale e successione apostolica
La genealogia episcopale è:
- Cardinale Guillaume d'Estouteville, O.S.B.Clun.
- Papa Sisto IV
- Papa Giulio II
- Cardinale Raffaele Riario
- Papa Leone X
- Papa Paolo III
- Cardinale Francesco Pisani
- Cardinale Alfonso Gesualdo
- Papa Clemente VIII
- Cardinale Pietro Aldobrandini
- Cardinale Laudivio Zacchia
- Cardinale Antonio Barberini, O.F.M.Cap.
- Cardinale Alessandro Cesarini
- Cardinale Alessandro Crescenzi, C.R.S.

La successione apostolica è:
- Vescovo Andrea Bonito, C.O. (1677)
- Arcivescovo Vito Piluzzi, O.F.M.Conv. (1678)
- Arcivescovo Stefano Cosimi, C.R.S. (1678)
- Vescovo Bernardino Belluzzi (1678)
- Vescovo Francesco Scannagatta (1679)
- Arcivescovo Carlo Berlingeri (1679)
- Vescovo Francesco Megale (1679)
- Vescovo Giacomo Villani (1679)
- Vescovo Giovanni Battista Nepita (1680)
- Vescovo Tommaso Guzzoni, C.O. (1681)
- Arcivescovo Andrea Brancaccio, C.R. (1681)
- Arcivescovo Sebastien Knab, O.P. (1682)
- Vescovo Giovanni Battista Giberti (1683)
- Vescovo Giuseppe Felice Barlacci (1683)
- Vescovo Bernardin Marchese (1683)
- Vescovo Stefano Ghirardelli (1683)
- Vescovo Agostino Fieschi, C.R. (1683)
- Vescovo Giambattista Quaranta (1683)
- Vescovo Francesco Antonio Leopardi (1683)
- Vescovo Domenico Menna (1683)
- Vescovo Vincenzo Maria Durazzo, C.R. (1683)
- Vescovo Ferdinando de Roxas (1683)
- Vescovo Francesco Maria Moles, C.R. (1684)
- Vescovo Annibale de Pietropaulo (1684)
- Vescovo Horatius Ondedei (1684)
- Vescovo Giovanni Battista de Bellis (1684)
- Vescovo Fulvio Crivelli (1684)
- Vescovo Antonio Polcenigo (1684)
- Vescovo Domenico Minio (1684)
- Cardinale Giambattista Rubini (1684)
- Vescovo Giovanni Battista De Pace, C.O. (1684)
- Vescovo Giovanni Battista Sanudo (1684)
- Vescovo Pier Giulio Delfino (1684)
- Vescovo Niccolò Gabrieli (1684)
- Vescovo Giovanni Cuppari (1684)
- Vescovo Stefano David (1684)
- Vescovo Giambattista Morea (1684)
- Vescovo Pietro Luigi Malaspina, C.R. (1684)
- Vescovo Giovanni Riccanale (1684)
- Arcivescovo Girolamo Compagnone (1685)
- Vescovo Angelo Cerasi (1685)
- Vescovo Giovanni Battista Antici (1685)
- Vescovo Pietro Valentini (1685)
- Vescovo Emiddio Lenti (1685)
- Vescovo Domenico Valvassori, O.S.A. (1686)
- Vescovo François Genet (1686)
- Vescovo Paolo Naldini, O.S.A. (1686)
- Vescovo Muzio Dandini (1686)
- Vescovo Filippo Tani, O.S.B. (1686)
- Vescovo Giulio Giacomo Castellani, O.S.A. (1686)
- Vescovo Baldassare de Benavente, O. de M. (1686)
- Vescovo Filippo Massarenghi, C.O. (1686)

## Ascendenza
|                                                 |                               |                                 | Genitori                   |  |  | Nonni |  |  | Bisnonni |  |  | Trisnonni |  |
|                                                 |                               |                                 |                            |  |  |       |  |  | …        |  |  | …         |  |
|                                                 |                               |                                 |                            |  |  |       |  |  | …        |  |  | …         |  |
|                                                 |                               | …                               |                            |  |  |       |  |  | …        |  |  |           |  |
| Virgilio Crescenzi, barone di Montorio          |                               |                                 |                            |  |  |       |  |  | …        |  |  |           |  |
|                                                 |                               | …                               | …                          |  |  |       |  |  |          |  |  |           |  |
|                                                 |                               | …                               | …                          |  |  |       |  |  |          |  |  |           |  |
|                                                 |                               | …                               | …                          |  |  |       |  |  |          |  |  |           |  |
| Giovanni Battista Crescenzi, barone di Montorio |                               | …                               |                            |  |  |       |  |  |          |  |  |           |  |
|                                                 |                               | Giovanni Pietro del Drago       | Antonio del Drago          |  |  |       |  |  |          |  |  |           |  |
|                                                 |                               | Giovanni Pietro del Drago       | Antonio del Drago          |  |  |       |  |  |          |  |  |           |  |
|                                                 |                               | Giovanni Pietro del Drago       | Costanza Margani           |  |  |       |  |  |          |  |  |           |  |
| Costanza del Drago                              |                               | Giovanni Pietro del Drago       |                            |  |  |       |  |  |          |  |  |           |  |
|                                                 |                               | Drusilla Caffarelli             | Giovanni Pietro Caffarelli |  |  |       |  |  |          |  |  |           |  |
|                                                 |                               | Drusilla Caffarelli             | Giovanni Pietro Caffarelli |  |  |       |  |  |          |  |  |           |  |
|                                                 |                               | Drusilla Caffarelli             | Ersilia Frangipani         |  |  |       |  |  |          |  |  |           |  |
| Alessandro Crescenzi                            |                               | Drusilla Caffarelli             |                            |  |  |       |  |  |          |  |  |           |  |
|                                                 | Angelo Massimo, nobile romano | Domenico Massimo, nobile romano |                            |  |  |       |  |  |          |  |  |           |  |
|                                                 | Angelo Massimo, nobile romano | Domenico Massimo, nobile romano |                            |  |  |       |  |  |          |  |  |           |  |
|                                                 | Angelo Massimo, nobile romano | Giulia Maddaleni Capodiferro    |                            |  |  |       |  |  |          |  |  |           |  |
| Fabrizio Camillo Massimo, I signore di Arsoli   | Angelo Massimo, nobile romano |                                 |                            |  |  |       |  |  |          |  |  |           |  |
|                                                 |                               | Attilia Mattei                  | Ciriaco Mattei             |  |  |       |  |  |          |  |  |           |  |
|                                                 |                               | Attilia Mattei                  | Ciriaco Mattei             |  |  |       |  |  |          |  |  |           |  |
|                                                 |                               | Attilia Mattei                  | Giulia Matuzzi             |  |  |       |  |  |          |  |  |           |  |
| Anna Massimo                                    |                               | Attilia Mattei                  |                            |  |  |       |  |  |          |  |  |           |  |
|                                                 |                               | Valeriano Santacroce            | Tarquinio Santacroce       |  |  |       |  |  |          |  |  |           |  |
|                                                 |                               | Valeriano Santacroce            | Tarquinio Santacroce       |  |  |       |  |  |          |  |  |           |  |
|                                                 |                               | Valeriano Santacroce            | Ersilia Massimo            |  |  |       |  |  |          |  |  |           |  |
| Violante Valeria Santacroce                     |                               | Valeriano Santacroce            |                            |  |  |       |  |  |          |  |  |           |  |
|                                                 |                               | Antonia Muti                    | Giacomo Muti               |  |  |       |  |  |          |  |  |           |  |
|                                                 |                               | Antonia Muti                    | Giacomo Muti               |  |  |       |  |  |          |  |  |           |  |
|                                                 |                               | Antonia Muti                    | Olimpia Astalli            |  |  |       |  |  |          |  |  |           |  |
|                                                 |                               | Antonia Muti                    |                            |  |  |       |  |  |          |  |  |           |  |